# Luthenay-Uxeloup
 Luthenay-Uxeloup  es una población y comuna francesa, situada en la región de Borgoña, departamento de Nièvre, en el distrito de Nevers y cantón de Saint-Pierre-le-Moûtier.

## Demografía
| 672 | 667 | 586 | 565 | 524 | 568 |
| Para los censos de 1962 a 1999 la población legal corresponde a la población sin duplicidades (Fuente: INSEE [Consultar]) |     |     |     |     |     |